# Aufzugstür
Aufzugstüren werden allgemein unterteilt in Fahrkorbabschlusstüren (Kabinentüren) und Schachtabschlusstüren (Schachttüren). Da sie grundlegende Sicherheitsfunktionen wahrnehmen, unterliegen Konstruktion, Herstellung, Einbau und Prüfung Normen und Vorschriften.
Trotzdem gibt es zahlreiche Bauarten, Varianten und Versionen, um den unterschiedlichen Anforderungen gerecht werden zu können.

## Bauarten

### Schiebetür

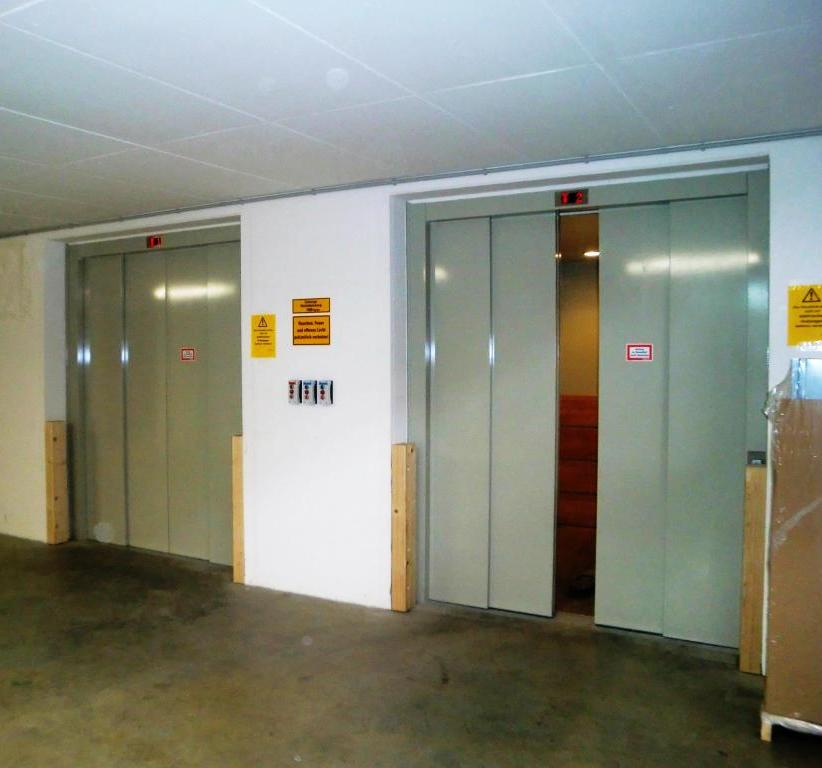
4-flüglige, zentralöffnende Teleskopschiebetür

Die kraftbetätigte Schiebetür ist die am meisten verbreitete. Wo der Schacht genügend groß ist, um die Türblätter zur Seite verfahren zu können, kommen diese zum Einsatz. Es gibt sie links-, zentral- und rechtsöffnend. Ist der Türdurchgang sehr breit und der Schacht recht schmal, greift man auf mehrteilige, sogenannte Teleskoptüren zurück. Deren Nachteil ist jedoch die größere Einbautiefe. Schiebetüren sind heute fast ausnahmslos kraftbetätigt, d. h., zum Öffnen und Schließen wird ein Elektromotor verwendet. Dieser ist Bestandteil des Kabinentürantriebs. Über ein sogenanntes Mitnehmerschwert an der Kabinentür wird deren Bewegung 1:1 auf die Schachttür (bei Schachtschiebetüren) übertragen (Von daher ist das in manchen Filmen gezeigte automatische Öffnen von Schachttüren ohne Kabine dahinter schlicht unmöglich.). Wo ein Einsatz von Schiebetüren nicht mehr sinnvoll ist, verwendet man Anschlagtüren.

### Anschlagtür

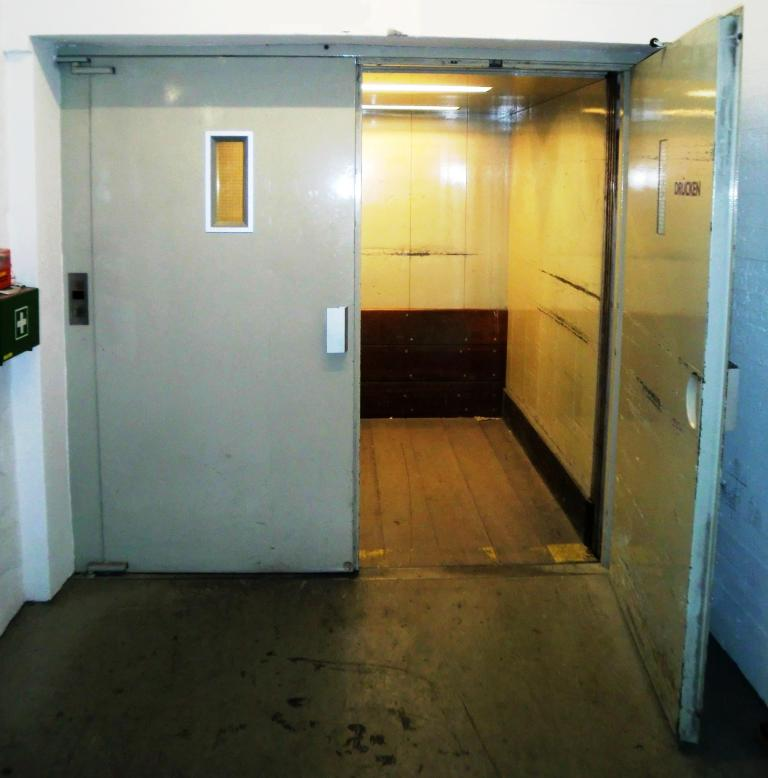
Zweiflüglige Anschlagtür

Anschlagtüren (auch Drehtüren genannt) sind die älteste Bauart von Türen allgemein und von Aufzügen speziell. Drehtüren sind nicht zu verwechseln mit Karusselltüren. Sie werden jedoch (seit Erfindung der Fahrkorbfalttüren) ausschließlich als Schachttüren eingesetzt.
Diese kommen entweder wegen Platzmangels im Schacht oder aus Kostengründen zum Einsatz. Speziell bei alten Aufzügen ohne Kabinentür (und ohne Türantrieb) waren sie alternativlos. Anschlagtüren sind fast ausnahmslos manuell zu öffnen, schließen jedoch häufig selbst durch Türschließer oder Federn.

### Falttür
Auf diese Bauart greift man vor allem für Kabinentüren zurück, wenn die Platzverhältnisse für Schiebetüren zu beengt sind. Bauartbedingt kommen Falttüren nur bis ca. 800 mm Durchgangsbreite zum Einsatz. Dies ist häufig bei Personenaufzügen der Fall, die nachträglich in Treppenhäuser eingebaut worden sind. Als Schachttüren werden sie sehr selten eingesetzt, da der Wartungsaufwand ebenso wie der Preis, aufgrund der aufwendigen Mechanik, recht hoch ist.

### Hubtür

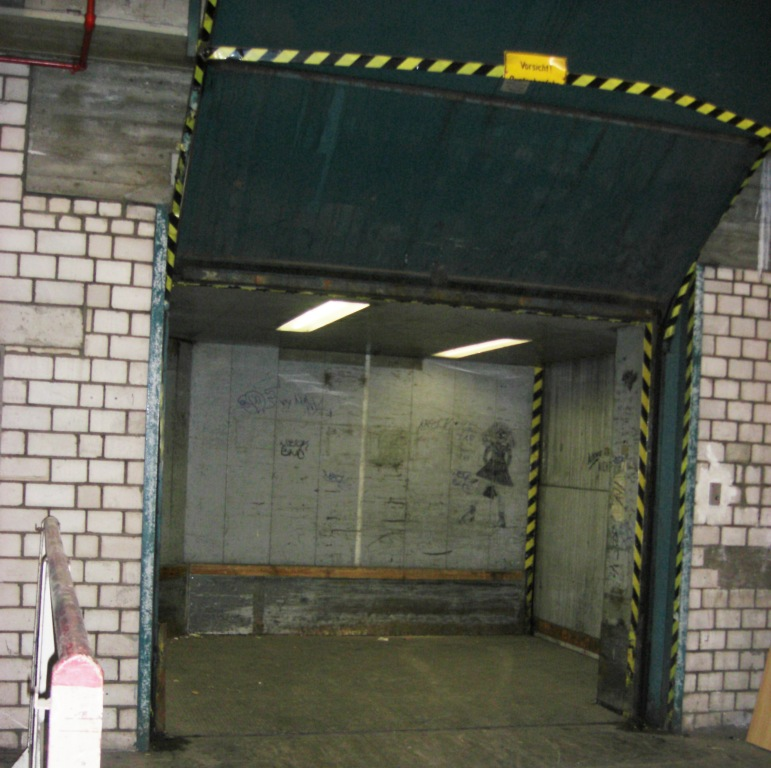
Einteilige Hubtür eines Lastenaufzugs

Diese Türbauart ist nur für Lastenaufzüge zugelassen. Bei sehr breiten Türdurchgängen, bei denen die oben genannten Bauarten nicht eingesetzt werden können, sind Hubtüren eine weitere Möglichkeit, sowohl schacht-, als auch kabinenseitig. Wie der Name schon andeutet, wird die Tür durch eine Hubbewegung geöffnet. An der Kabine kommen mehrteilige Teleskop-Hubtüren zum Einsatz, als Schachttüren können auch einteilige Türen verwendet werden. Diese haben dann oft auch einen eigenen Antrieb.

### Lamellenhub-/Schiebetür
Dieser Türtyp sei der Vollständigkeit halber noch erwähnt, er kommt hauptsächlich bei der Nachrüstung von bestehenden (Lasten-)Aufzügen ohne Kabinentür zum Einsatz. Das Funktionsprinzip ähnelt einer Jalousie,
aufgrund des günstigen Preises und der soliden Bauart wird er immer häufiger verbaut.

## Sicherheit
Um Unfälle zu vermeiden, unterliegen alle Türen und Türfunktionen strengen Sicherheitsauflagen. Die EN 81 z. B. schreibt detailliert vor, welchen Mindestbelastungen Türen standhalten müssen, welche maximalen Kräfte durch die Türen beim Schließen auftreten dürfen, die Größe von Spalten und Vertiefungen ist ebenso geregelt wie die elektrische Einbindung der Schacht- und Kabinentüren in die Steuerung des Aufzugs.
Das wichtigste Sicherheitselement bei allen Aufzugstüren stellt der Türsicherheitskreis dar. An allen Türen eines Aufzugs befinden sich in Reihe geschaltete elektrische Kontakte, die zwangsgeführt und unmittelbar den Sicherheitskreis und damit die Stromzufuhr zu den Motorschützen unterbrechen, wenn eine Tür nicht vollständig verschlossen und verriegelt ist.
Dadurch wird in sehr einfacher und leicht nachprüfbarer Form sichergestellt, dass der Aufzug nicht fahren kann, wenn eine Tür geöffnet ist. Auch das Öffnen einer Tür während der Fahrt führt zum sofortigen Fahrtabbruch. Ausgenommen hiervon sind Aufzüge mit einer sogenannten Nachregulierung, die dazu dient, Niveauunterschiede zwischen dem Fahrkorbfußboden und dem Etagenfußboden auszugleichen, die insbesondere beim Be- oder Entladen von Hydraulikaufzügen entstehen können. Hierfür ist eine Sicherheitsschaltung notwendig, die mit zwei voneinander unabhängigen Schaltern überwacht, dass sich der Aufzug nur in einem Bereich von ca. 150 mm über und unter der Bündigkeit mit der Langsamfahrgeschwindigkeit bewegen kann.
Erstreckt sich eine Aufzugsanlage über zwei Brandabschnitte, so muss sich die Aufzugstür von selbst schließen.